# Moro (Kärntner Adelsgeschlecht)

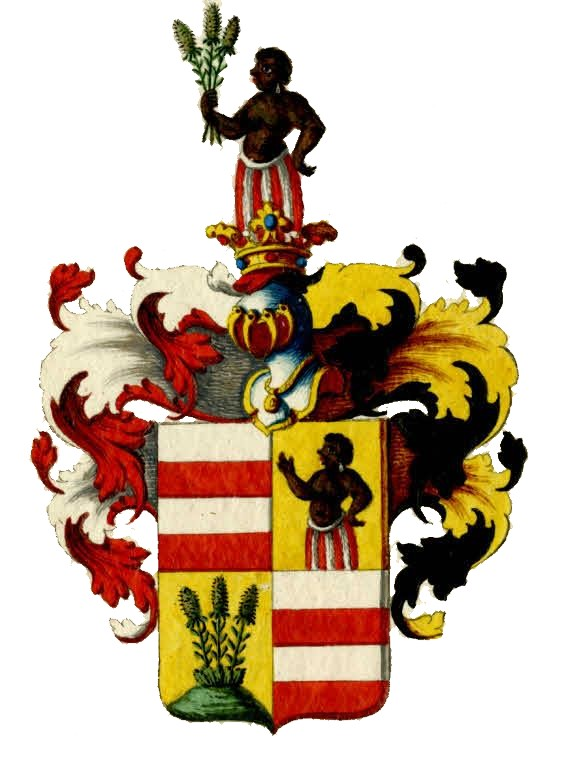
Wappen derer von Moro (1816)

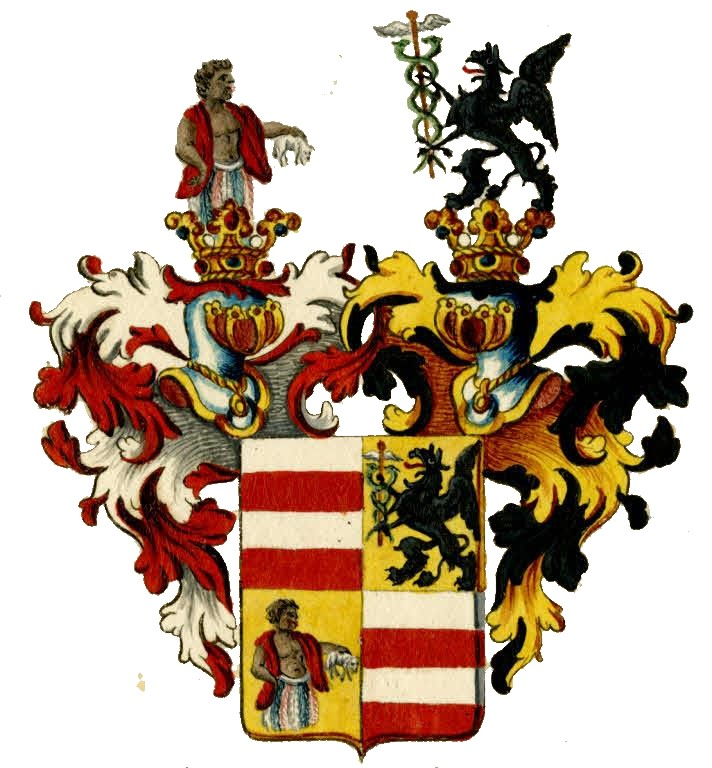
Wappen der Ritter von Moro (1819/1820)

Moro (auch: Ritter von Moro) ist der Name eines im Mannesstamm erloschenen Kärntner Adelsgeschlechts.
Das hier behandelte Geschlecht ist von dem möglicherweise verwandten, aber wappenverschiedenen venezianisch-bayerischen Adelsgeschlecht derer von Moro zu unterscheiden.

## Geschichte
Die Familie stammte aus dem zu Venetien gehörenden Karnien, wo Familienmitglieder ab dem 15. Jahrhundert als Grundbesitzer zu Ligosullo mit Namen del Mor, a Moro oder nur Moro erscheinen. Antonius und Johannes del Mor erscheinen 1488. Floriano del Mor wird 1538 erwähnt. Es folgten 1578 Leonardus del Mor und Dominikus, Sohn des Antonius del Mor. Jakobus, Sohn des Matthäus a Moro, wird 1617 genannt, Johannes, Sohn des Pietro a Moro, 1621. Die ununterbrochene Stammreihe beginnt mit Enrigo del Mor, der 1620 bereits verstorben war. Sein Sohn Ser Christofforo del Mor wird 1638 als Besitzer des Moroschen Stammhauses, der Casa Moro in Ligosullo, genannt. Christofforos Sohn Pietro Moro (auch di Moro) (* 1617) war ab 1651 mit Maria Craygher verheiratet. Ihr Sohn hieß Giacomo Moro (* 1660), der wiederum einen Sohn namens Andreas (italienisch Andrea) Moro (1700–1779) hatte. Andreas Moro war ab 1737 mit Domenica Morocutti verheiratet. Aus der Ehe entsprossen vier Söhne: Jacob (Giacomo) (1738–1820), Christoph (1743–1823), Peter (1751–1805) und Johannes (1753–1816). Peter war Kaufmann in Laibach und starb unvermählt. Christoph und Johann siedelten nach Klagenfurt über und betrieben einen kleinen Tuchhandel. Der Älteste, Jacob, blieb auf seinem Besitz in Ligosullo. Seine Söhne Andreas II. (1768–1841), Christoph II. (1770–1808) und Peter II. (1777–1807) folgten ihren Onkeln nach Kärnten, während seine Tochter Domenica Leonarda Moro (1771–1836) in Ligosullo 1795 Nicolo Giacomo Craigher (1767–1799) heiratete. Andreas II. erbaute ein Haus in Kärbach. Christoph II. wurde Seidenfabrikant in Klagenfurt. Peter II. wurde Verwalter der Staatsherrschaft Viktring, des aufgehobenen Zisterzienserstiftes Viktring. Nachdem Kaiser Joseph II. die Einfuhr fremder Waren und den Handel auswärtiger Erzeugnisse „zum Wohl seiner Staaten“ verboten hatte, errichtete die Familie 1784 die erste Feintuchfabrik in Österreich. Die Geschäfte entwickelten sich sehr gut. 1813 war die Familie finanziell in der Lage, die Landwehr mit Waffen und Lebensmitteln zu versorgen. Dem Pettauer Invalidenhaus schenkte sie 10.000 Gulden, den Schulen viele Tausende Gulden. Auch die Armen beschenkte sie reichlich.
Kaiser Franz II. erhob die Brüder Christoph und Johann am 21. Mai 1816 in den Adelsstand. Im selben Jahr wurden dieselben in die Landstände aufgenommen. Johann starb kurz nach der Standeserhöhung. Christoph wurde am 21. August 1819 mit dem unten beschriebenen Wappen in den Ritterstand erhoben (Diplom vom 11. Mai 1820).
Christoph Ritter von Moro hatte sechs Söhne: Andreas III. (1780–1855), Josef (1781–1828), Franz (1782–1866), Anton (1785–1870), Thomas (1786–1871) und Eduard (1790–1846). Josef studierte Jura, während sich die anderen um die Fabrik kümmerten. Eduard Ritter von Moro erscheint auch als Maler. Für ihre Arbeit, zu der auch die Herstellung von Militärkleidung gehörte, und ihre Wohltätigkeiten erhielten Familienmitglieder viele Auszeichnungen, so etwa 1844 den preußischen Roten Adler III. Klasse. Franz Ritter von Moro erhielt den Österreichischen Orden der Eisernen Krone. Den Franz-Joseph-Orden erhielten gleich drei der Brüder.
Nach 1860 waren mehrere Herren von Moro gleichzeitig Ausschussmitglied der Landwirtschaftsgesellschaft, Direktor der Kärntner Sparkasse, Landtagsabgeordneter, Bürgermeister von Viktring, Direktor des Gesangsvereins und Präsident des Geschichtsvereins. Letztere Position bekleidete 1878 der Geschlechtsälteste, Max Ritter von Moro (1817–1899). Die Ritter von Moro besaßen die Herrschaften Viktring und Mageregg. Dort stifteten sie auch eine Kapelle. Ferner besaßen sie Schloss Drasing, die Goritschnighube sowie verschiedene Häuser, Tuch- und Lodenfabriken, Walken und Kunstmühlen in und bei Klagenfurt.
Der Letzte im Mannesstamm war Leopold Ritter von Moro (1826–1900), ein jüngerer Bruder von Max Ritter von Moro.

## Persönlichkeiten
- Andreas Ritter von Moro (1780–1855), Unternehmer und Abgeordneter
- Anton Ritter von Moro (1785–1870), Unternehmer und Abgeordneter
- Thomas Ritter von Moro (1786–1871), Unternehmer und Abgeordneter
- Caroline von Moro (1815–1885), Malerin, Ehefrau von Max Ritter von Moro
- Max Ritter von Moro (1817–1899), Viktringer Tuchfabrikant, Historiker, Direktor des Geschichtsvereins für Kärnten 1860–1897; Bruder von Leopold Ritter von Moro
- Theodor Ritter von Moro (1823–1863), Unternehmer und Abgeordneter
- Leopold Ritter von Moro (1826–1900), Gutsbesitzer und Abgeordneter zum Österreichischen Abgeordnetenhaus; Bruder von Max Ritter von Moro

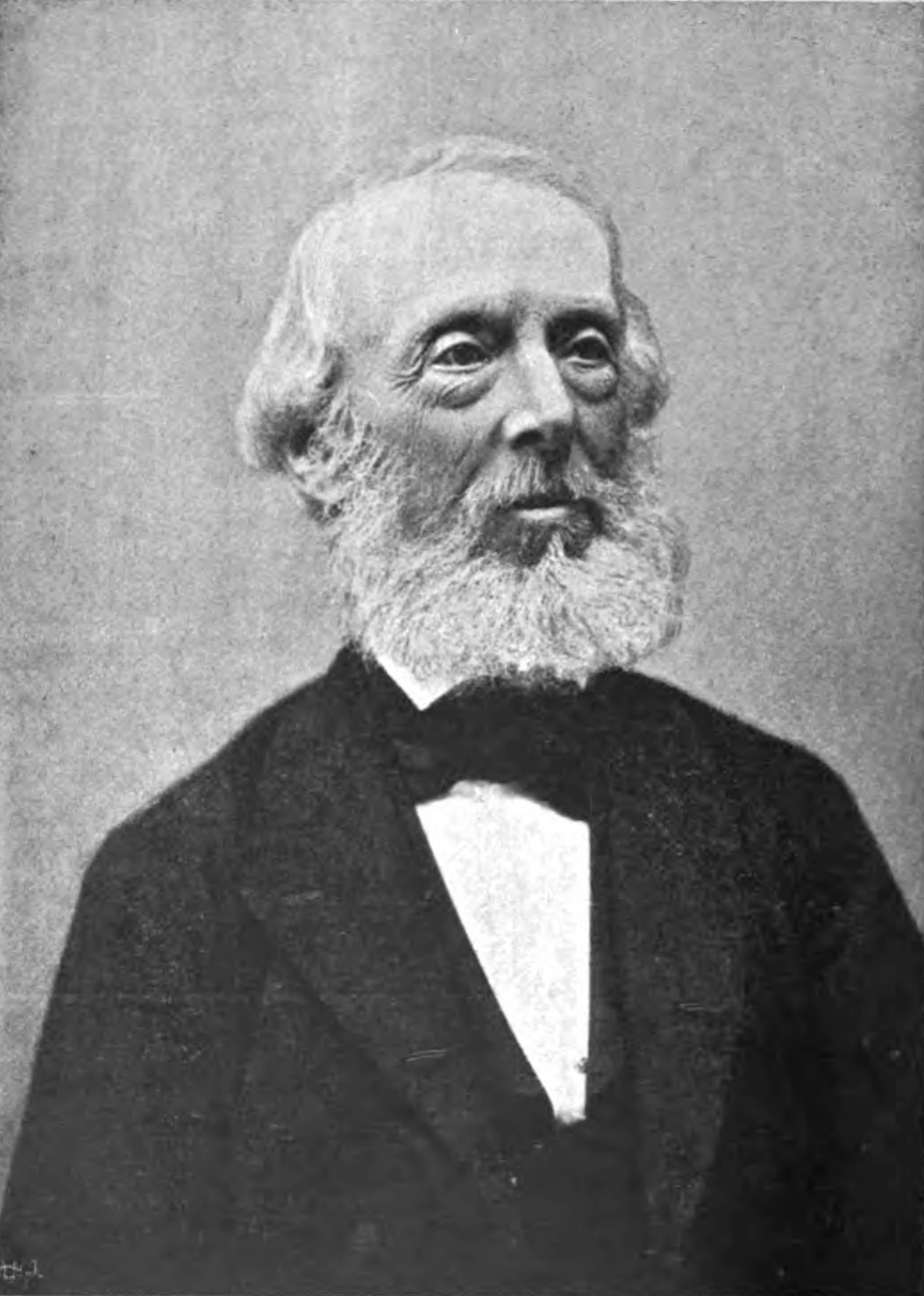
Max Ritter von Moro (1817–1899), Tuchfabrikant
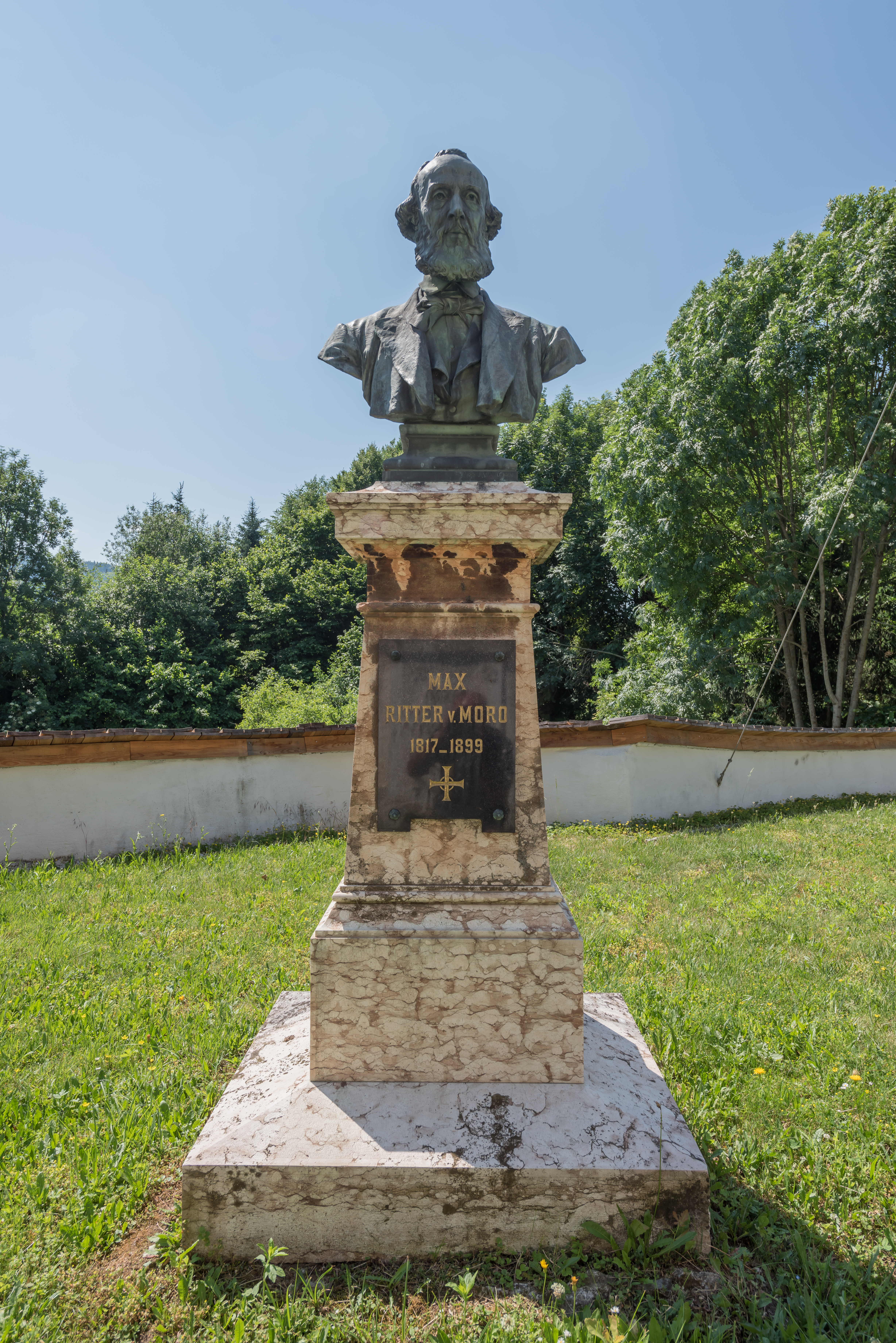
Büste des Max Ritter von Moro
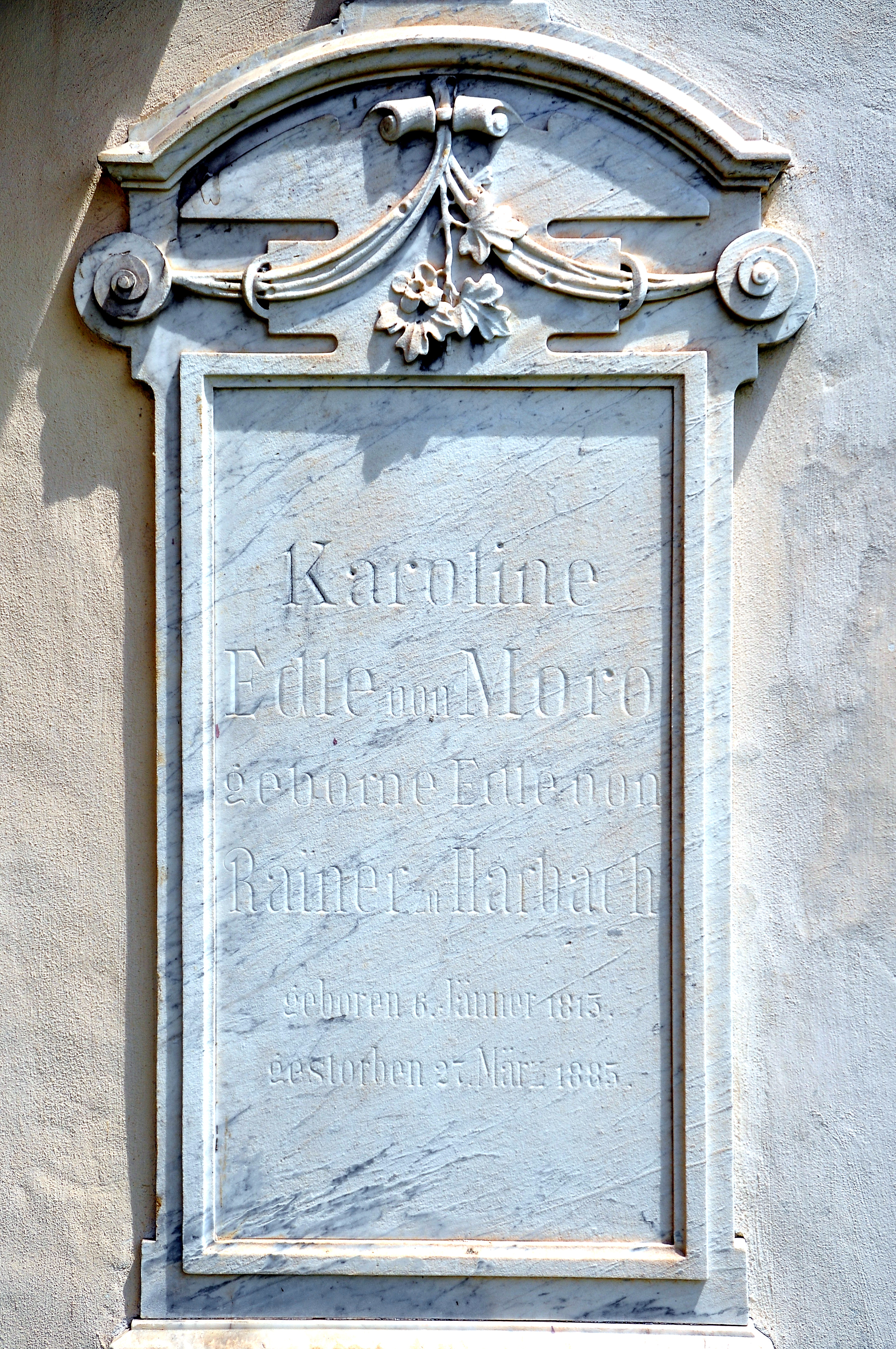
Grabstein der Karoline von Moro, Ehefrau des Max Ritter von Moro
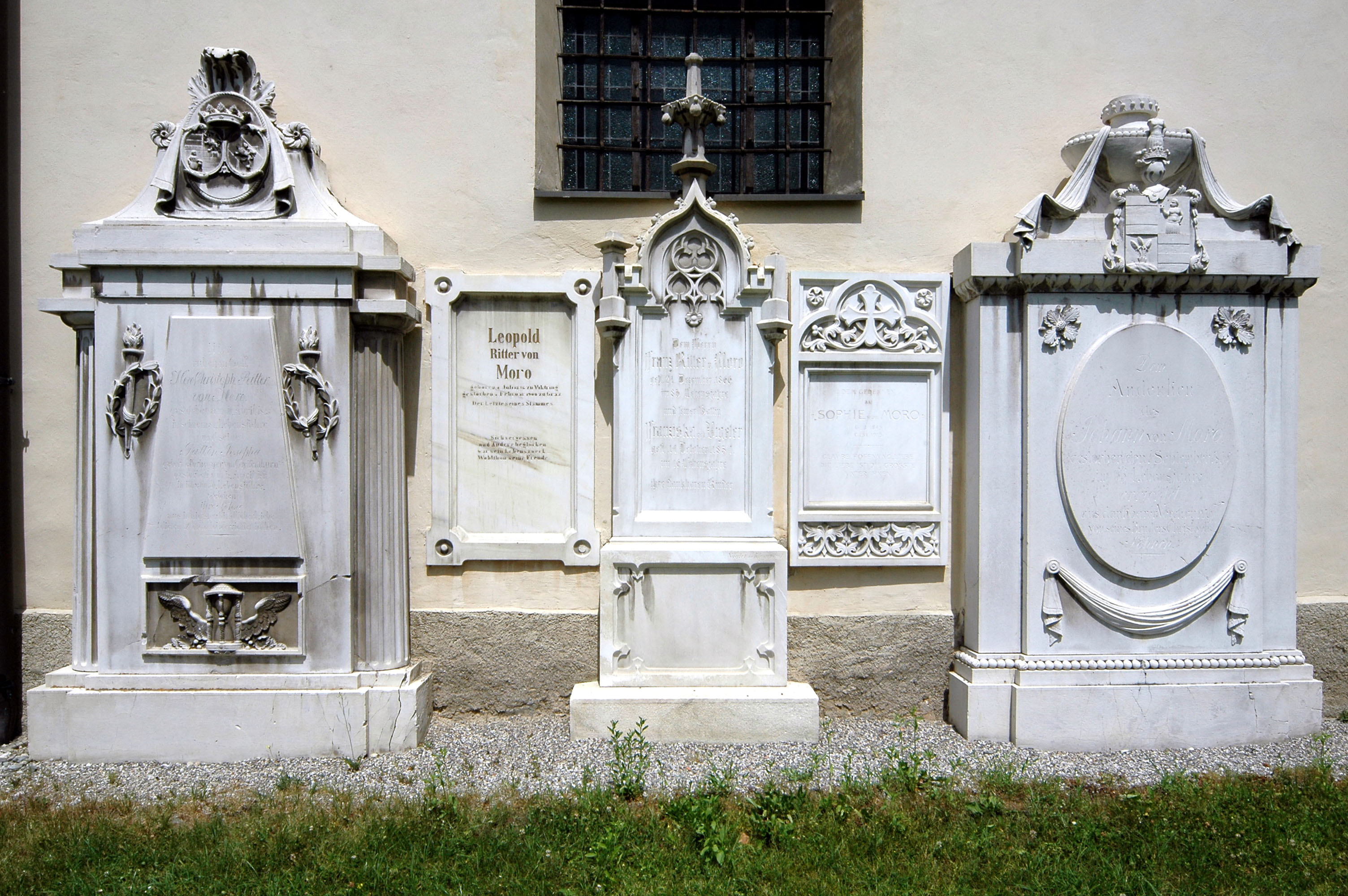
Grabstätte der Familie Moro an der Pfarrkirche Viktring-Stein

## Wappen
- Blasonierung des Stammwappens der Moro in Ligosullo: Zweimal geteilt. Feld 1 in Gold ein auf jedem Haupte golden gekrönter schwarzer Doppeladler; Feld 2 in Silber ein schreitender doppelschwänziger roter Löwe, in der rechten Vorderpranke einen natürlichen Maulbeerzweig mit drei Früchten (Mori) haltend; Feld 3 in Rot drei silberne Schrägbalken.[5] Aufgrund der Wappenähnlichkeit mit dem Wappen der bayerischen Moro, wird eine Verwandtschaft zwischen den Familien vermutet.
- Blasonierung des Wappens vom 21. Mai 1816: Geviert. Felder 1 und 4 von Silber und Rot je dreimal geteilt. Feld 2 in Gold ein einwärts gekehrter wachsender Mohr mit erhobener Rechten und in die Seite gestemmter Linken. Feld 3 in Gold drei natürliche Weberkarden an ihren Stengeln. Auf dem gekrönten Turnierhelm mit rechts rot-silbernen, links schwarz-goldenen Decken der Mohr wachsend und in der Rechten drei Karden haltend.[6]
- Blasonierung des Wappens vom 21. August 1819 / 11. Mai 1820: Geviert. Felder 1 und 4 von Silber und Rot je dreimal geteilt. Feld 2 in Gold ein schwarzer Greif, einen mit grünen Schlangen umwundenen, braunen weißgeflügelten Merkurstab packend. Feld 3 golden, darin ein einwärtsgekehrter oberhalber Mohr, am silbernen Gürtel einen Federschurz zweimal gespalten von silber-blau-rot, um den Hals gelegt ein zu beiden Seiten vorn herabhängendes rotes Tuch, in der Linken ein silbernes Lamm am Fließ haltend. Zwei gekrönte Helme: I. mit rotsilberner Decke trägt das Bild von Feld 3, II. mit schwarz-goldener Decke jenes von Feld 2.[1][7]

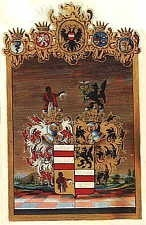
Wappen der Ritter von Moro aus ihrem Ritterstandsdiplom, 1820
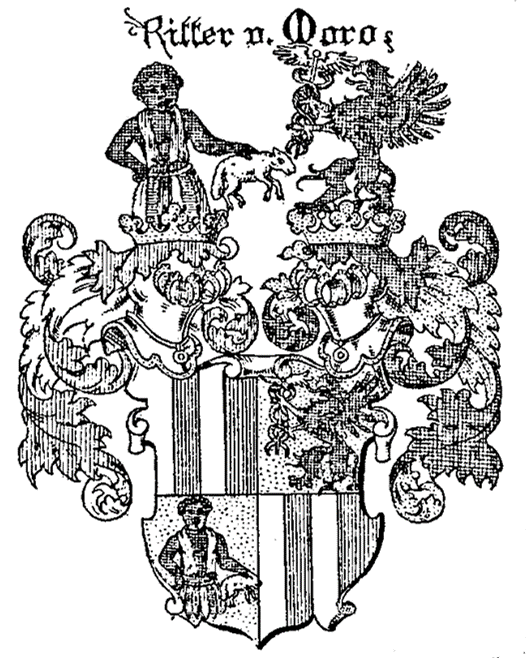
Wappen der Ritter von Moro von 1820 bei Johann Siebmacher (Felder 1 und 4 fälschlicherweise gespalten, nicht geteilt)

## Sonstiges
In Klagenfurt gibt es eine nach der Familie benannte Morogasse. In ihr hat die Verkehrsinspektion Klagenfurt ihren Sitz.